# Alaraby TV
Alaraby TV (arabisch التلفزيون العربي, DMG at-tilifizyūn al-ʿarabī ‚das arabische Fernsehen‘) ist ein im Jahr 2015 gegründeter privater Fernsehsender des katarischen Medienunternehmens Fadaat Media, das auch Eigentümer des Nachrichtenmediums The New Arab ist. Der Sender wurde als Gegengewicht zu Al Jazeera gegründet. Der Hauptsitz befindet sich in Lusail, Katar.
Der Sender überträgt sein Programm auf Arabisch, auf der Internetseite gibt es neben dem arabischsprachigen auch ein englischsprachiges Portal.
Der Sender hat internationale Büros, darunter in den USA, Russland, Israel (Jerusalem), den Palästinensergebieten (Gaza und Ramallah), Beirut, Libyen, Algerien, Irak, Jemen, Jordanien, Pakistan und in Tunis.
Alaraby TV wird auf NileSat mit der Frequenz 10815 und in High Definition (HD) auf Es'hailSat 1 bei 25,5° Ost mit der Frequenz 11142 ausgestrahlt.